# Мальково (Новосибирская область)
Мальково — село в Купинском районе Новосибирской области России. Входит в Чаинский сельсовет.

## География
Расположено в 25 км от города Купино, на юго-восточном берегу озера Яркуль.

## Население
| 2002 | 2007 | 2010 | 2012 |
| ---- | ---- | ---- | ---- |
| 256  | ↘234 | ↘218 | ↘186 |

## Экономика
На озере Яркуль находится рыбное хозяйство Купинского общества охотников и рыболовов (489 га). Среди промысловых видов там встречаются:
- многие виды водоплавающих птиц и болотной дичи
- из зверей вокруг обитает косуля, горностай, колонок, хорь, барсук
- на самом озере Яркуль — ондатра, из рыб — серебристый карась, карп, карась, окунь, плотва, сазан, судак, красноперка, подъязок, язь, чебак
- в степной части — лисица-корсак и заяц-беляк
- в немногочисленных колках живут грач, сокол, коршун, ворона, сорока, тетерев, белая куропатка

Из полезных ископаемых вокруг села имеют промышленное значение керамзитовое и аглопоритовое сырьё, а также кирпичные глины.
База отдыха «Белый лебедь», расположенная на берегу солёного озера Яркуль, имеет для отдыха деревянные 20 летних домиков на 2-3 человека, три зимних дома на 26 человек, благоустроенный пляж с шезлонгами. Для детей работников организована детская игровая площадка. Организован прокат: водные велосипеды, лодки, гидроцикл, «банан».